# Harald Moltke

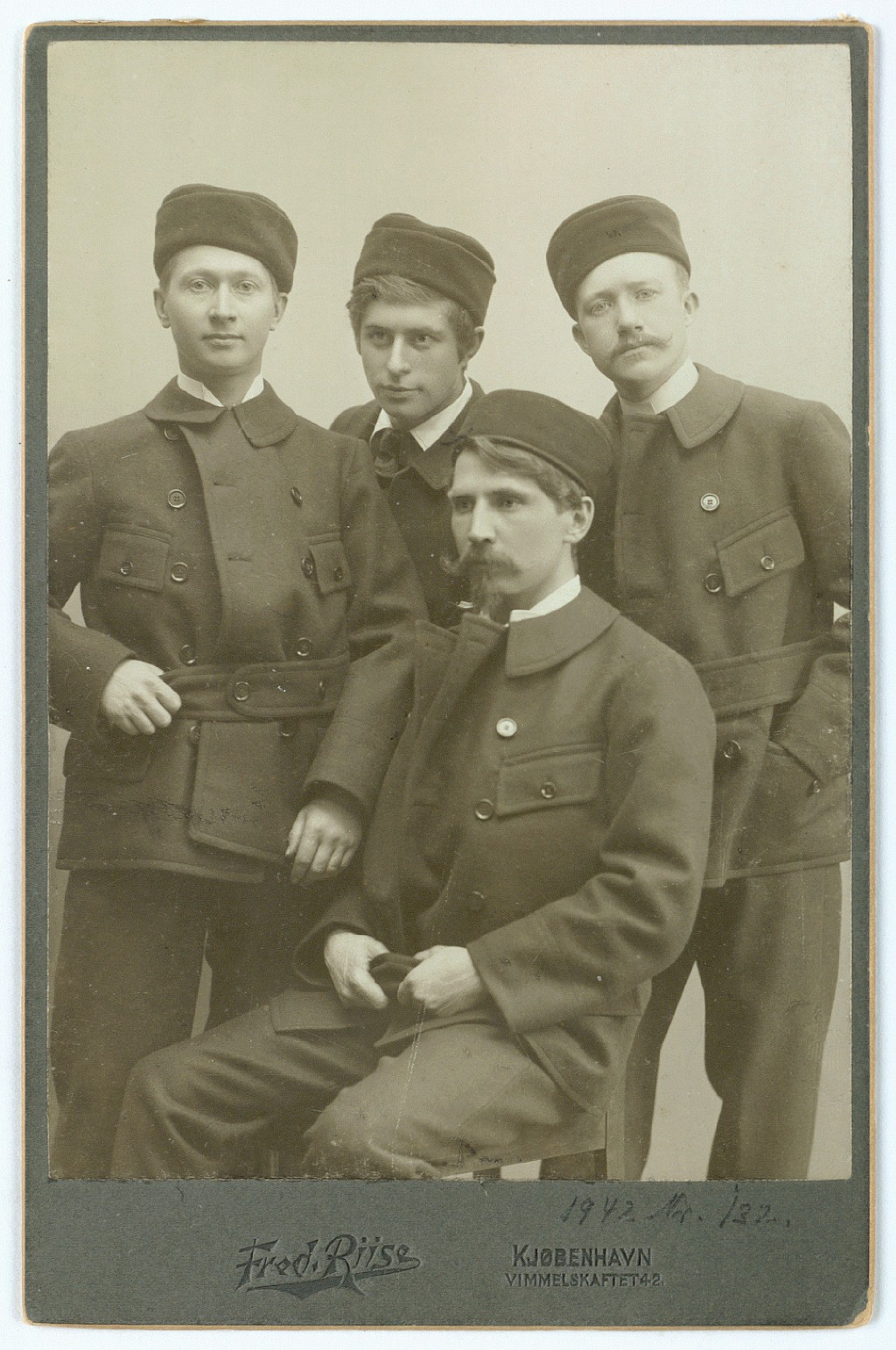
Harald Moltke (links) mit Knud Rasmussen, Ludvig Mylius-Erichsen und Alfred Bertelsen (1902)

Harald Viggo Graf Moltke (* 14. Dezember 1871 in Helsingør; † 24. Juni 1960 in Frederiksborg) war ein dänischer Porträt- und Landschaftsmaler, Zeichner, Polarforscher, sowie Porzellan- und Briefmarkenkünstler.

## Leben
Harald Moltke war das zweite von vier Kindern seiner Eltern Oscar Peter August Graf von Moltke (1828–1882) und dessen zweiter Ehefrau Karen Marie Jensen (1849–1940). In den 1870er Jahren zog die Familie nach Yorkville, North Carolina, USA. Nach dem Tode des Vaters am 12. November 1882 kehrte die Familie nach Dänemark zurück. 1889 begann Harald das Studium an der Königlich Dänischen Kunstakademie in Kopenhagen, das er 1893 abschloss. 1894 stellte er seine Werke erstmals in der Herbstausstellung der Kunsthalle Charlottenborg aus.
1898 unternahm Harald Moltke seine erste Expedition zusammen mit dem Geologen Knud Johannes Vogelius Steenstrup und dem Botaniker Morten Pedersen Porsild (1872–1956) zur Diskobucht an der Westküste Grönlands. 1899 bis 1900 unternahm das Dänische Meteorologische Institut unter Leitung seines Direktors Adam Paulsen eine Expedition nach Island. Mit Hilfe zweier eigens für die Expedition konstruierter Spektrographen wollte man das Polarlicht erforschen. Da aber mit dem damaligen fotografischen Gerät keine Bilder der Nordlicht-Erscheinungen gemacht werden konnten, bedurfte es eines bildenden Künstlers, sie festzuhalten. So nahm Harald Moltke an dieser Expedition teil, ebenso wie an der nach Utsjoki in Finnland 1900/1901, bei der es ebenfalls um das Nordlicht ging. Moltkes Nordlichtbilder aus Island und Finnland werden im Dänischen Meteorologischen Institut aufbewahrt, sind aber der Öffentlichkeit nicht zugänglich.
1902 bis 1904 nahm Moltke unter Ludvig Mylius-Erichsen zusammen mit Knud Rasmussen an der Literarischen Grönland-Expedition an der Nordwestküste Grönlands teil. Ziel der Expedition, die über die Melville-Bucht nach Kap York führte, war es, die Mythen und Sagen der Polareskimos festzuhalten und zusammen mit Illustrationen in einem großen Werk über Grönland zu veröffentlichen. Während dieser Expedition erkrankte Moltke schwer und schwebte lange Zeit zwischen Leben und Tod. Er behielt eine Lähmung zurück, die ihn für den Rest seines Lebens bei der Ausübung seiner Arbeit beeinträchtigen sollte. Während seiner Rekonvaleszenz beendete er sein Hauptwerk, die Porträts der Inuit von Kap York. Auch seine Begleiter porträtierte er.
Von 1907 bis 1908 arbeitete Moltke für die Königlich Dänische Porzellanmanufaktur, für die er drei Teller zum Gedenken an die Danmark-Expedition an die Nordostküste Grönlands 1906 bis 1908 entwarf, bei der die Forscher Niels Peter Høeg-Hagen, Mylius-Erichsen und Jørgen Brønlund ums Leben kamen – das Motiv griff er 1933 für eine Erinnerungsmedaille noch einmal auf. Anschließend war er für die Porzellanmanufaktur Bing & Grøndahl tätig, für die er die Jahresteller 1909 und 1910, letzteren mit dem Thema „Nordpolens Erobring“ (Eroberung des Nordpols) gestaltete.
Für die Anti-Tuberkulose-Kampagne in Grönland entwarf er 1930 ein Plakat, später die beiden ersten Briefmarken von Grönland.
Moltkes künstlerisches Werk findet man im Dänischen Nationalmuseum in Kopenhagen, im Nationalhistorischen Museum Frederiksborg in Hillerød wie auch im Kronborg Museum in Helsingør. In Grönland erinnern mehrere Ortsbezeichnungen an Harald Moltke, so auf Qeqertarsuaq (Diskoinsel) das Harald Moltke Dal (Harald-Moltke-Tal) und Moltkes Gletscher, im Nordwesten, südlich von Qaanaaq, der Harald Moltke Bræ (Harald-Moltke-Gletscher) mit dem anschließenden Moltke Sø (Moltkesee), im Nordosten an der Mündung des Jørgen-Brønlund-Fjords in den Independence Fjord das Kap Harald Moltke, südlich davon aus dem Inlandeis herausragend der Moltke Nunatak und schließlich an der südlichen Ostküste Kap Moltke.

## Familie
Harald heiratete am 30. März 1910 in Bierup Else Gräfin von Moltke (* 2. März 1888 in Conradineslyst; † 12. Januar 1986 in Kopenhagen), Das Paar hatte zwei Töchter:
- Rose Marie Ingeborg (* 21. Januar 1913 in Frederiksberg) ⚭ 1936 Aage Shou
- Alette Thusnelda Amalie (* 15. Mai 1926 in Frederiksberg; † 18. August 2017)